# 福州日租界
福州日租界是清朝末期至中华民国大陆时期日本在福州拥有的租界，也是近代中国6个日本租界之一（另外5个是杭州日租界、蘇州日租界、重慶日租界、漢口日租界、天津英租界）。

## 歷史
1899年4月28日（清光緒二十五年三月十九），日本驻福州领事与福建省福州道道员签订《福州日本租界条款十二款》，划福州口岸天主堂码头东界起，沿闽江地带17万坪，以及新洲约40万坪，为日租界。1943年3月30日，日本将福州日租界的行政权名义上转交汪精卫国民政府。